# Manuel María Angelón y Coll
Manuel María Angelón y Coll (Barcelona, 6 de agosto de 1857-siglo XX) fue un abogado, periodista, escritor y traductor español.

## Biografía
Natural de Barcelona, siguió la carrera de Derecho. Fue autor de algunos trabajos de derecho y economía social, traductor de numerosas obras históricas y director hacia 1903 de La Ilustración Artística. Era hijo de Manuel Angelón y Broquetas y habría fallecido en 1924.

## Obras
Escribió la siguiente memoria:
- «Memoria leída por el secretario de la sección de ciencias políticas del Ateneo Barcelonés al iniciarse los debates sobre el tema puesto a discusión, durante el año académico de 1882», un estudio sobre el carácter histórico legal y filosófico del matrimonio.

Asimismo, tradujo varias obras del alemán:
- Historia de Egipto, de Eduard Meyer;
- Historia de Grecia y Roma, de Gustav Hertzberg;
- Historia de los Estados de Occidente durante la Edad Media, de John Prutz;
- Rusia, Polonia y Livonia hasta el siglo XVIII, de Theodor Schiemann;
- La Europa occidental en tiempo de Felipe II, Isabel y Enrique IV, de M. Philipson;
- Pedro el Grande, de A. Brückner;
- Época de Federico el Grande, de William Oncken;
- Época de la Revolución, del Imperio y de la guerra de liberación, por el mismo autor; y
- Las razas humanas, de Friedrich Ratzel.